# Cupido latecaerulea
Cupido latecaerulea är en fjärilsart som beskrevs av Ruggero Verity 1946. Cupido latecaerulea ingår i släktet Cupido och familjen juvelvingar. Inga underarter finns listade i Catalogue of Life.